# Blumige Aussichten
Blumige Aussichten (im Original spanisch La Casa de las Flores bzw. englisch The House of Flowers, wörtlich Das Haus der Blumen) ist eine mexikanische Fernsehserie des Video-on-Demand-Anbieters Netflix, deren erste Staffel am 10. August 2018 dort veröffentlicht wurde. Die Familiendramedy behandelt die Entwicklungen um die Familie de la Mora und ihrem Blumenladen La Casa de las Flores. Die Produktion von Blumige Aussichten wurde im Januar 2017 bekanntgegeben und die Serie ist die dritte mexikanische Netflix-Produktion nach Club de Cuervos und Ingobernable.
Im Oktober 2018 gab Netflix bekannt, eine zweite Staffel im Herbst 2019 und eine dritte 2020 veröffentlichen zu wollen. Dabei soll jedoch die Figur Verónica Castros, Virginia de la Mora, nicht wiederkehren. Am 18. Oktober 2019 erschien Staffel 2 und am 1. November 2019, Dia de los Muertos, ein Special namens Blumige Aussichten präsentiert: Die Bestattung. Die dritte und finale Staffel erschien am 23. April 2020. Am 23. Juni 2021 erschien als letzte Veröffentlichung ein Film.

## Handlung

### Staffel 1
Roberta Navarro, die Geliebte des Patriarchen Ernesto de la Mora, hängt sich während dessen schicker Geburtstagsfeier in dem Blumenladen der Familie auf. In der Folge werden viele Geheimnisse Ernestos preisgegeben, so besitzt er neben dem Blumenladen La casa de las Flores, der sich in einem vornehmen, aber durch Intrigen und Getratsche gezeichneten Stadtteil Mexiko-Stadts befindet, ein heruntergekommenes Variététheater mit Dragqueenshows desselben Namens. Roberta informiert die Frau Ernestos, Virginia de la Mora, in einem Abschiedsbrief darüber, dass sie mehrere Millionen Pesos von Ernestos Konten abgehoben habe und dass Virginia Robertas und Ernestos uneheliche Tochter Micaela aufnehmen solle.
Als Ernesto wegen seiner Schulden festgenommen wird, beseitigt sie jedoch aus Rache die Beweise, dass es Roberta und nicht Ernesto war, die das Geld veruntreut hatte. Sie ist enttäuscht von ihrer Tochter Paulina, die von der Affäre und dem anderen Casa de las Flores wusste und es ihr verschwiegen hat. Ihre andere Tochter, Elena, hat zwar einen US-amerikanischen Freund, Dominique, kommt aber durch den Selbstmord dem anderen Sohn Robertas, Claudio, immer näher. Virginias Sohn, Julián, verheimlichte währenddessen seine bereits fünf Jahre lange Beziehung mit Diego, dem finanziellen Berater der Familie, während er öffentlich eine Beziehung mit Lucía führte, outet sich nun aber gegenüber der Familie als bisexuell. Als die Konten der Familie eingefroren werden, bereut Virginia, Ernesto ins Gefängnis geschickt zu haben und muss versuchen, genug Geld aufzubekommen, um Robertas Schulden zu begleichen. Dazu verkauft sie Marihuana, was dem örtlichen Drogenverkäufer jedoch missfällt. Nachdem das Sextape, das Julián mit Diego und einem dritten aufgenommen hatte, von seiner Exfreundin Lucía aus Rache veröffentlicht wurde, wodurch er öffentlich geoutet wurde, versucht Julián, mehr LGBT-Kunden für das eine Casa de las Flores zu werben, und führt außerdem in dem anderen Casa de las Flores eine männliche Striptease-Vorführung ein. Durch den Brief von Roberta, den auch Delia, die Haushälterin der de la Moras, gelesen hat, erfährt die Familie, dass Virginia bereits vor ihrer Heirat mit Ernesto mit Paulina schwanger war und sie die Tochter des Kinderarztes der Familie, Dr. Cohen ist. Um Ernesto aus dem Gefängnis zu holen, muss sie außerdem die transgeschlechtliche Anwältin María José, ihr ehemaliger Ehemann unter dem Namen José Maria und der Vater ihres Sohnes Bruno, aus Spanien herbitten.
Elena trennt sich nach ihrer Hochzeit mit Dominique von diesem, erfährt dann aber, dass Claudio nicht an einer Beziehung interessiert ist. Julián macht Diego einen Heiratsantrag, betrügt diesen aber mit Mara, einer Hochzeitsplanerin. Nachdem Diego dies herausfindet und Julián es verheimlicht, verlässt Diego Julián und klaut fast das gesamte Geld der de la Moras. Eine kurz zuvor gegebene Geldspende von Dr. Cohen reicht nun nicht mehr aus. Um dennoch das fünfzigjährige Bestehensjubiläum des Blumen-casa de las Flores mit Ernesto feiern zu können, verkauft Virginia den Blumenladen kurzerhand an die verfeindeten Chiquis. Nach der Feier ermutigt sie Paulina, María José, die diese eigentlich immer noch liebt, und Bruno, die nach Spanien abreisen wollen, nicht gehen zu lassen, verlässt dann aber die Familie.

### Staffel 2 und Special
Die zweite Staffel spielt ein Jahr nach der ersten; acht Monate vor Beginn ist Virginia an Krebs gestorben, für den sie sich in Houston therapieren ließ. Im Verlauf der Staffel fallen Andeutungen darüber, was während der Bestattung passiert ist, unter anderem dass Paulina einen Nervenzusammenbruch gehabt haben soll. Das nach der Staffel veröffentlichte Special Die Bestattung zeigt diese.
Nach dem Tod seiner Ehefrau hat Ernesto sich einem esoterischen Kult zugewendet, deren Anhänger sich dem Materiellen lossagen. Er wird der 64. Ehemann der Herdenanführerin Jenny Quetzal, deren Herde, der sich auch sein ehemaliger Zellengenosse Cacas anschließt, sich in dem Haus der de la Moras einquartiert. Micaela hat als neues Hobby die Zauberei gefunden und nimmt mit Brunos Hilfe an einer Talentshow im mexikanischen Fernsehen teil, zuerst als Zauberin, dann als Sängerin, womit sie am Finale teilnimmt. Paulina ist nach Madrid zu Maria José, deren Schwester Purificación, und Bruno gezogen. Als Virginias Testament angefochten wird, kehrt sie nach Mexiko zurück. Sie möchte das Kabarett, das Ernesto verkauft hat, zurückkaufen, um mit dem Gewinn den Blumenladen von den Chiquis zurückzuholen und sich damit an Diego zu rächen. Dieser sucht Julian wieder auf, der mittlerweile ein Kind mit Lucia hat, und bezahlt, um das Vertrauen der Familie zurückzugewinnen, die Krankenhausrechnungen für Julian und das Kabarett, dessen Leitung er Paulina überlässt. Sie wirbt die Dragqueens wieder an und, als diese nicht genug Geld einbringen, auf einen Vorschlag von Julian, der als Callboy arbeitet, einen Escortservice, dessen Verträge über Diegos Unterschrift laufen. Nachdem die Geschwister herausfinden, dass Virginia in Houston einen Geliebten gehabt haben soll, trifft Paulina sich mit diesem, Alejo Salvat.
Elena, mittlerweile eine erfolgreiche Architektin, die für die Chiquis den Blumenladen in ein Aquarium umwandeln soll, stellt fest, dass sie beziehungssüchtig ist und geht mit Delia zu Treffen von Betroffenen, bei denen sie den Priester Simon trifft, in den sie sich verliebt. Julian führt wieder eine Beziehung mit Diego und kümmert sich mit Lucia um das Kind, doch Diego entdeckt und enthüllt ihm, dass das Kind nicht seines ist. Diego wünscht sich nun, da Julian darüber deprimiert ist, ein eigenes Kind mit ihm und schläft daher einmal mit Elena, die sich ebenfalls eine Familie zu gründen wünscht. Paulina hat in der Zwischenzeit dafür gesorgt, dass eine der Dragqueens Diego wegen des Escortservices bei der Polizei anzeigt, die ihn daraufhin verhaftet. Als aber das Testament von Virginia endlich verlesen wird, kommt heraus, dass Alejo Salvat das Testament angefochten hatte, muss Paulina erkennen, dass Diego unschuldig war, und liefert sich selbst bei der Polizei ein, damit er wieder freikommt. Am Ende wird Jenny von der Polizei gesucht und crasht bei der Flucht in Elenas Auto. Als die Chiquis das Aquarium abreißen wollen, erscheint Virginias Mutter und rettet ihren Besitz.

### Staffel 3
Diese Staffel beinhaltet neben der Handlung in der Gegenwart auch Szenen, die vierzig Jahre früher (1979/80) spielen und Virginia, Ernesto, Salomon Cohen (den späteren Kinderarzt) und Carmela (die spätere Nachbarin der Familie) jung zeigen.
1979/80: Virginia ist mit Salomon zusammen, mit Ernesto eng befreundet und auch mit dem Schwulen Patricio „Pato“; Carmela stößt erst neu zu dem Freundeskreis dazu. Virginia verliert ihre Jungfräulichkeit an Pato und schläft eine Woche später mit Salomon. Als sie erfährt, dass sie schwanger ist, weiß sie nicht, von wem der beiden. Sie macht Salomon einen Antrag, aber er wird eine Frau seiner Kultur, dem Judentum, heiraten. Als ihre Mutter von der Schwangerschaft erfährt, soll Virginia Agustín Corcuera (den späteren Vater der Chiquis) heiraten, der aber heimlich mit Pato zusammen ist. Derweil ist Virginias Vater schwerkrank in sein Zimmer gesperrt und Victoria hat eine neue Krankenschwester Silvia „Chiva“ eingestellt, die ihm seine Medizin verabreichen soll. Eines Tages ist er nicht mehr da und Virginias Mutter Victoria erzählt, er habe sie einfach verlassen. Pato erscheint auf Virginias Verlobungsfeier und sie sieht, wie er Agustin küsst. Er findet im Garten Silvias Medaillon und bedrängt diese, bis sie ihm ein Geheimnis verrät, aber Virginia will es sich nicht anhören. Auf einer Neujahrsfeier will sie von ihm das Geheimnis wissen und er sagt, dass ihre Mutter ihren Vater umgebracht habe, was sie aber nicht glaubt. Pato macht auch öffentlich, dass Agustin schwul ist, der ihn darauf mit seinen Freunden verprügelt, bis er leblos liegen bleibt. Am nächsten Tag hat Victoria Silvia durch Delia ersetzt. Virginia schlägt Ernesto, dessen Familie verschuldet ist, daraufhin vor, dass sie beide heiraten sollten, wofür er Carmela verlässt, der er sagt, er sei der Vater von Virginias Kind. Es erhält den Namen Paulina nach Patricios Drag-Persona.
2019: Paulina wird im Gefängnis zunächst von Jenny Quetzal und einer alten Frau namens Chiva bedroht. Purificación gibt sich als Maria José aus, um heimlich dafür zu sorgen, dass Paulina nicht mehr herauskommt. Jenny organisiert einen Gefängnisausbruch, bei dem Paulina zurückbleibt, aber kurz darauf holt Maria José sie raus. Weil Purificación aufgrund ihrer psychischen Labilität Ausraster hat und sich weiterhin als ihre Schwester ausgibt, bringt diese sie in eine psychiatrische Anstalt. Paulina will mit Maria José herausfinden, wer Chiva ist, und erfährt, dass ihr einziger Zeuge Patricio nicht erschienen war. Ernesto, der wieder mit Carmela zusammenkommt, erzählt ihr, wie Pato am Neujahrstag gestorben ist und dass dieser wahrscheinlich ihr echter Vater ist. Mit dem neuen Wissen, dass Pato sie nicht einfach hat sitzen lassen, erzählt Chiva ihre Geschichte: Victoria gab ihrem Mann Beruhigungsmittel und tötete ihn durch eine Überdosis. Sie ließ Silvia ihn im Garten vergraben, was Pato herausfand. Am Neujahrstag entschied Silvia, es der Polizei zu sagen, aber der mit Victoria befreundete Polizeichef verhaftete stattdessen Silvia wegen Diebstahl von Victorias Schmuck.
Elena liegt derweil im Koma und die Familie erfährt, dass sie schwanger ist. Diego besucht seine homophoben Eltern, um ihnen zu sagen, dass sie Großeltern werden; diese sagen ihm, Fercito sei durch eine Konversionstherapie geheilt. An ihrem ersten Tag in Freiheit besucht Paulina Elena und lässt mehr Tests machen, bei denen rauskommt, dass die Schwangerschaft im Koma Elenas Leben gefährden könnte, doch dann wacht Elena auf, erinnert sich aber nicht, wer der Vater sein könnte. Victoria hat inzwischen Ernesto und Julián rausgeworfen, die im Kabarett, das nun von der Dragqueen Valentina geleitet wird, unterkommen, und holt stattdessen Elena nach Hause. Victoria sediert Elena mit Tee und will sie an jemand Reichen verheiraten, aber ein ehemaliger Architekturkollege, Pablo, hilft ihr zu entkommen. Weil Julián Diego verlassen hat, weil dieser mit Elena geschlafen hat, geht Diego zur Konversionstherapie, um eine Familie haben zu können, wo er unter anderem Elektroschocks erhält. Nachdem Julián Elena überzeugt, dass Diego der Vater ist, holen sie ihn mithilfe seiner Eltern aus der Therapie wieder raus.
Victoria hat Delia im Haus schlecht behandelt und wurde von ihr sediert, damit Delia entkommen kann. Bei einem Stromausfall macht Victoria sich im Dunkeln auf die Jagd nach Delia, worauf Paulina und Maria José, die sie konfrontieren wollten, mitansehen, wie Victoria auf der Treppe tödlich stürzt. Paulina und Maria José heiraten ein zweites Mal.
Als das Baby da ist, beschließen Elena und Pablo, Julián und Diego, es zu viert aufzuziehen und Patricio zu nennen. Elena bietet den Blumenladen Delia an.

### Film
Der Film enthält wieder sowohl Szenen der Gegenwart als auch der Vergangenheit, acht Jahre nach den Rückblicken in Staffel 3, als Paulina und Elena junge Mädchen sind und Julian gerade geboren. In der Gegenwart gehört das ehemalige Haus der Familie Salomon Cohen mit seiner Frau Esperanza, während im Blumenladen die Dragqueens unter Delias Leitung arbeiten. Diese liegt aber mit Krebs im Krankenhaus und wird sterben, was nur Paulina und Bruno wissen. Sie offenbart Paulina, die eine erfolglose gegen Agustin wegen Patos Tod angestrebt hatte, dass sich im Haus ein Beweis gegen Agustin befinde, den Virginia dort versteckt hatte. Da Esperanza sie an der Tür abweist, entwickeln Paulina, Elena, Julian und Diego einen Plan, sich während einer Party in das Haus einzuschleichen, um den Beweis zu holen, wobei ihnen überraschend auch Bruno hilft, der mit Esperanzas Enkelin zusammen ist.
In der Vergangenheit gehen Virginia und Ernesto auf Salomons Hochzeit mit Esperanza, auf der Virginia Agustin zu einem Geständnis bringen will. Auf der Feier weihen sie Carmela in den Plan ein, die ihnen dabei hilft, und es kommt zum Sex zwischen Virginia und Salomon, was die Braut beobachtet. Virginia spricht unter vier Augen mit Agustin über Patos Todesnacht, lässt das Gespräch aber heimlich filmen und vor den Gästen übertragen. Allerdings wird die Verbindung unterbrochen, bevor er ihr gegenüber zugibt, dass er Pato, die Liebe seines Lebens, getötet hat. Wieder zuhause versteckt Virginia das Band in einer Wand.
In der Gegenwart gelangen die De la Moras an das Videoband und bringen es zu Delia ins Krankenhaus. Nach Agustins unvollständigem Geständnis befinden sich darauf Aufnahmen, wie Delia mit den Kindern gespielt hatte. Bei dem Anblick stirbt sie zufrieden.

## Besetzung
Die Hintergrundfarben der Zellen zeigen Hauptbesetzung und Nebenbesetzung an.
| Rolle                             | Schauspieler/in     | Beschreibung                                                     | Staffel 1    | Staffel 2    | Staffel 3    | Film         |
| Hauptfiguren                      | Hauptfiguren        | Hauptfiguren                                                     | Hauptfiguren | Hauptfiguren | Hauptfiguren | Hauptfiguren |
| --------------------------------- | ------------------- | ---------------------------------------------------------------- | ------------ | ------------ | ------------ | ------------ |
| Virginia de la Mora               | Verónica Castro     | Leiterin des Blumenladens, Ernestos Frau                         |              |              |              |              |
| Virginia de la Mora               | Isabel Burr V       | junge Frau von 21 Jahren                                         |              |              |              |              |
| Ernesto de la Mora                | Arturo Ríos         | Virginias Ehemann, Robertas Geliebter                            |              |              |              |              |
| Ernesto de la Mora                | Tiago Correa V      | Freund von Virginia, in Carmela verliebt                         |              |              |              |              |
| Paulina de la Mora                | Cecilia Suárez      | Virginias ältere Tochter, Brunos Mutter, Maria Josés (Ex-)Gattin |              |              |              |              |
| Elena de la Mora                  | Aislinn Derbez      | Virginias und Ernestos Tochter, Architektin                      |              |              |              |              |
| Julián de la Mora                 | Darío Yazbek Bernal | Virginias und Ernestos Sohn, bisexuell, Diegos Partner           |              |              |              |              |
| Diego Olvera                      | Juan Pablo Medina   | Finanzberater der de la Moras, schwul, Juliáns Partner           |              |              |              |              |
| Maria José Riquelme               | Paco León           | Anwältin, Transfrau, Brunos Mutter und Paulinas (Ex-)Gattin      |              |              |              |              |
| Bruno Riquelme de la Mora         | Luis de la Rosa     | Paulinas und Maria Josés Sohn                                    |              |              |              |              |
| Roberta Navarro                   | Claudette Maillé 1  | Ernestos Geliebte, Erzählerin                                    |              |              |              |              |
| Claudio Navarro                   | Lucas Velázquez     | Robertas Sohn, Affäre von Elena                                  |              |              |              |              |
| Micaéla Sánchez                   | Alexa de Landa      | Ernestos und Robertas Tochter                                    |              |              |              |              |
| Carmela Villalobos                | Verónica Langer     | Nachbarin der de la Moras, Affäre mit Poncho                     |              |              |              |              |
| Carmela Villalobos                | Ximena Sariñana V   | neue Nachbarin, mit Ernesto zusammen                             |              |              |              |              |
| Delia                             | Norma Angélica      | Haushälterin der de la Moras                                     |              |              |              |              |
| Delia                             | Maya Mazariegos V   | Haushälterin für Victoria nach Silvia                            |              |              |              |              |
| Dr. Salomón Cohen                 | David Ostrosky      | jüdischer Kinderarzt der de la Moras                             |              |              |              |              |
| Dr. Salomón Cohen                 | Javier Jattin V     | mit Virginia zusammen                                            |              |              |              |              |
| Lucía Dávila                      | Sheryl Rubio        | Juliáns Partnerin                                                |              |              |              |              |
| Dominique Shaw                    | Sawandi Wilson      | Elenas Verlobter                                                 |              |              |              |              |
| „La Chiquis“ Ana Paula Corcuera   | Natasha Dupeyrón    | Konkurrenten des Blumenladens                                    |              |              |              |              |
| „El Chiquis“ Agustín Corcuera Jr. | Paco Rueda          | Konkurrenten des Blumenladens                                    |              |              |              |              |
| Alejo Salvat                      | Eduardo Rosa        | Virginias Bekannter aus Houston                                  |              |              |              |              |
| Rosita                            | Loreto Peralta      | Sängerin, Brunos Freundin                                        |              |              |              |              |
| Jenny Quetzal                     | Mariana Treviño     | Sektenführerin                                                   |              |              |              |              |
| Simón                             | Flavio Medina       | Priester, Affäre von Elena                                       |              |              | Gast         |              |
| Celeste                           | Anabel Ferreira     | Selbsthilfegruppenleiterin                                       |              |              |              |              |
| Purificación Riquelme             | María León          | Maria Josés Schwester                                            |              |              |              |              |
| Victoria Aguirre                  | Isela Vega          | Virginias Mutter                                                 |              | Gast         |              |              |
| Victoria Aguirre                  | Rebecca Jones V     | Virginias Mutter                                                 |              |              |              |              |
| Patricio „Pato“ Lascuráin         | Christian Chávez V  | Freund von Virginia, offen schwul                                |              |              |              | Gast         |
| Agustin „Agus“ Corcuera           | Emilio Cuaik V      | heimlich mit Pato zusammen (später Vater der Chiquis)            |              |              |              |              |
| Kim                               | Cristina Umaña      | Anwältin, Freundin von Maria José                                |              |              |              |              |
| Esperanza                         | Angélica María      | neue Besitzerin des Hauses                                       |              |              |              |              |
| Esperanza                         | Tessa Ia V          | Salomon Cohens Braut                                             |              |              |              |              |
| Ines                              | Andrea Chaparro     | Esperanzas Enkelin, Brunos Freundin                              |              |              |              |              |
| Nebenfiguren                      |                     |                                                                  |              |              |              |              |
| „Amanda Miguel“ (Jorge)           | Ismael Rodíguez     | Dragqueens im Varieté                                            |              |              |              |              |
| „Paulina Rubio“ (Pepe)            | Pepe Marquez        | Dragqueens im Varieté                                            |              |              |              |              |
| „Yuri“ (Mario)                    | Katia Balmori       | Dragqueens im Varieté                                            |              |              |              |              |
| „Gloria Trevi“ (Gloria) 2         | Mariana Santos      | Dragqueens im Varieté                                            |              |              |              |              |
| „Poncho“ Alfonso Cruz             | Irving Peña         | Stripper im Varieté, Affäre von Carmela                          |              |              |              |              |
| Moisés Cohen                      | Michel Frías        | Salomón Cohens Neffe                                             |              |              |              |              |
| Dora Cohen                        | Ruth Ovseyevitz     | Salomón Cohens Schwester                                         |              |              |              |              |
| El Cacas                          | David Chaviras      | Mithäftling von Ernesto                                          |              |              | Gast         | Gast         |
| Frederico Limantour               | Alexis Ortega       | Virginias Marihuana-Dealer (S1), Arzt (S3)                       |              |              |              |              |
| Willy                             | Frederico Espejo    | Sexdate von Diego und Julián                                     |              |              |              |              |
| Mara                              | Sofía Sisniega      | Hochzeitsplanerin, Affäre von Julián                             |              |              |              |              |
| Pablo Pérez                       | Roberto Flores      | Elenas Arbeitskollege (S2), Elenas Freund (S3)                   |              |              |              |              |
|                                   | Regina Orozco       | Rositas Mutter                                                   |              |              | Gast         |              |
| Marilu                            | Teresa Ruiz         | Leiterin des Escortservices                                      |              |              |              |              |
|                                   | Eugenio Montessoro  | Diegos Eltern                                                    |              | Gast         |              |              |
|                                   | Paloma Woolrich     | Diegos Eltern                                                    |              | Gast         |              |              |
| „Tatis“ Corcuera                  | Stephanie Salas V   | Agustins Mutter                                                  |              |              |              |              |
| Valentina                         | Valentina           | Dragqueen                                                        |              |              |              |              |
| „Chiva“ Silvia López              | Luisa Huertas       | Mithäftling von Paulina und Jenny Quetzal                        |              |              |              |              |
| „Chiva“ Silvia López              | Olivia Lagunas V    | Haushälterin von Victoria de la Mora                             |              |              |              |              |

## Episodenliste

### Staffel 1
| Nr. (ges.)                                                                                        | Nr. (St.) | Deutscher Titel                     | Originaltitel                  | Regie       | Drehbuch                                    |
| ------------------------------------------------------------------------------------------------- | --------- | ----------------------------------- | ------------------------------ | ----------- | ------------------------------------------- |
| 1                                                                                                 | 1         | Narzisse (symb. für Lügen)          | Narciso (Símb. mentira)        | Manolo Caro | Manolo Caro                                 |
| 2                                                                                                 | 2         | Chrysantheme (symb. für Schmerz)    | Crisantemo (Símb. dolor)       | Manolo Caro | Gabriel Nuncio                              |
| 3                                                                                                 | 3         | Lilie (symb. für Freiheit)          | Lirio (Símb. libertad)         | Manolo Caro | Monika Revilla                              |
| 4                                                                                                 | 4         | Petunie (symb. für Missgunst)       | Petunia (Símb. resentimiento)  | Manolo Caro | Mara Vargas                                 |
| 5                                                                                                 | 5         | Dahlie (symb. für Dankbarkeit)      | Dalia (Símb. gratitud)         | Manolo Caro | Gabriel Nuncio                              |
| 6                                                                                                 | 6         | Magnolie (symb. für Würde)          | Magnolia (Símb. dignidad)      | Manolo Caro | Monika Revilla                              |
| 7                                                                                                 | 7         | Pfingstrose (symb. für Schande)     | Peonía (Símb. vergüenza)       | Manolo Caro | Manolo Caro                                 |
| 8                                                                                                 | 8         | Bromelie (symb. für Widerstand)     | Bromelia (Símb. resiliencia)   | Manolo Caro | Mara Vargas                                 |
| 9                                                                                                 | 9         | Tulpe (symb. für Hoffnung)          | Tulipán (Símb. esperanza)      | Manolo Caro | Gabriel Nuncio                              |
| 10                                                                                                | 10        | Huflattich (symb. für Sorgen)       | Tussilago (Símb. preocupación) | Manolo Caro | Monika Revilla, Mara Vargas, Gabriel Nuncio |
| 11                                                                                                | 11        | Orchidee (symb. für Lust)           | Orquídea (Símb. lujuria)       | Manolo Caro | Monika Revilla                              |
| 12                                                                                                | 12        | Rauke (symb. für Widrigkeit)        | Eríssimo (Símb. adversidad)    | Manolo Caro | Mara Vargas                                 |
| 13                                                                                                | 13        | Mohn (symb. für Wiederauferstehung) | Amapola (Símb. resurrección)   | Manolo Caro | Manolo Caro                                 |
| Am 10. August 2018 wurden alle Folgen der ersten Staffel gleichzeitig bei Netflix veröffentlicht. |           |                                     |                                |             |                                             |

### Staffel 2
| Nr. (ges.)                                                                                          | Nr. (St.) | Deutscher Titel                       | Originaltitel                     | Regie                       | Drehbuch                |
| --------------------------------------------------------------------------------------------------- | --------- | ------------------------------------- | --------------------------------- | --------------------------- | ----------------------- |
| 14                                                                                                  | 1         | Rose (symb. für Einheit)              | Rosa (Símb. unidad)               | Manolo Caro                 | Manolo Caro             |
| 15                                                                                                  | 2         | Schwertlilie (symb. für Glaube)       | Iris (Símb. fe)                   | Manolo Caro                 | Mara Vargas             |
| 16                                                                                                  | 3         | Lotus (symb. für Geheimnis)           | Loto (Símb. misterio)             | Manolo Caro & Alberto Belli | Gabriel Nuncio          |
| 17                                                                                                  | 4         | Mandel (symb. für Erwachen)           | Almendra (Símb. despertar)        | Alberto Belli               | Hipatia Argüero Mendoza |
| 18                                                                                                  | 5         | Akazie (symb. für geheime Liebe)      | Acacia (Símb. Amor secreto)       | Santiago Limón              | Alexandro Aldrete       |
| 19                                                                                                  | 6         | Nelken (symb. für Unbeständigkeit)    | Clavos de olor (Símb. caprichosa) | Yibrad Asuad                | Hipatia Argüero Mendoza |
| 20                                                                                                  | 7         | Geranie (symb. für Rat)               | Geranio (Símb. consejo)           | Yibrad Asuad                | Gabriel Nuncio          |
| 21                                                                                                  | 8         | Helikonie (symb. für Fruchtbarkeit)   | Heliconia (Símb. fertilidad)      | Manolo Caro                 | Alexandro Aldrete       |
| 22                                                                                                  | 9         | Stiefmütterchen (symb. für Besinnung) | Pensamiento (Símb. reflexión)     | Manolo Caro                 | Manolo Caro             |
| Am 18. Oktober 2019 wurden alle Folgen der zweiten Staffel gleichzeitig bei Netflix veröffentlicht. |           |                                       |                                   |                             |                         |

### Special
| Nr. (ges.)                                                                                   | Nr. (St.) | Deutscher Titel | Originaltitel | Regie       | Drehbuch    |
| -------------------------------------------------------------------------------------------- | --------- | --------------- | ------------- | ----------- | ----------- |
| 23                                                                                           | Special   | Die Bestattung  | El funeral    | Manolo Caro | Mara Vargas |
| Das Special wurde separat zur Serie als Film am 1. November 2019 auf Netflix veröffentlicht. |           |                 |               |             |             |

### Staffel 3
| Nr. (ges.)                                                                                        | Nr. (St.) | Deutscher Titel                        | Originaltitel               | Regie                                      | Drehbuch                                        |
| ------------------------------------------------------------------------------------------------- | --------- | -------------------------------------- | --------------------------- | ------------------------------------------ | ----------------------------------------------- |
| 24                                                                                                | 1         | Petunie (symb. für Listigkeit)         | Petunia (Símb. mpicardia)   | Manolo Caro                                | Mara Vargas Jackson                             |
| 25                                                                                                | 2         | Sonnenblume (symb. für Kraft)          | Girasol (Símb. poder)       | Manolo Caro, Yibran Asuad & Gabriel Nuncio | Mara Vargas, Alexandro Aldrete & Gabriel Nuncio |
| 26                                                                                                | 3         | Gerbera (symb. für erste Liebe)        | Yerbera (Símb. primer amor) | Manolo Caro, Gabriel Nuncio & Yibran Asuad | Alexandro Aldrete                               |
| 27                                                                                                | 4         | Malve (symb. für Ehrgeiz)              | Malva (Símb. ambición)      | Yibran Asuad, Manolo Caro & Gabriel Nuncio | Gabrial Nuncio                                  |
| 28                                                                                                | 5         | Azalee (symb. für Mäßigung)            | Azalea (Símb. templanza)    | Manolo Caro                                | Hipatia Arguero & Kim Torres                    |
| 29                                                                                                | 6         | Betonie (symb. für Überraschung)       | Betonica (Símb. sorpresa)   | Manolo Caro & Yibran Asuad                 | Hipatia Arguero                                 |
| 30                                                                                                | 7         | Klee (symb. für Rache)                 | Trebol (Símb. venganza)     | Yibran Asuad                               | Hipatia Arguero                                 |
| 31                                                                                                | 8         | Traubensilberkerze (symb. für Skandal) | Eleoboro (Símb. escandalo)  | Yibran Asuad, Manolo Caro & Gabriel Nuncio | Gabriel Nuncio                                  |
| 32                                                                                                | 9         | Hyazinthe (symb. für Eifersucht)       | Jacinto (Símb. celos)       | Yibran Asuad, Manolo Caro & Gabriel Nuncio | Alexandro Aldrete                               |
| 33                                                                                                | 10        | Helenenkraut (symb. für Tränen)        | Helenio (Símb. lagrimas)    | Yibran Asuad                               | Mara Vargas Jackson                             |
| 34                                                                                                | 11        | Lorbeer (symb. für Ehre)               | Laurel (Símb. gloria)       | Manolo Caro                                | Manolo Caro                                     |
| Am 23. April 2020 wurden alle Folgen der dritten Staffel gleichzeitig bei Netflix veröffentlicht. |           |                                        |                             |                                            |                                                 |

## Kritik
Kayla Cobb von Decider nennt Blumige Aussichten das „mexikanische Desperate Housewives“ und fand die Serie zwar „nicht großartig“, lobte aber ihre „Bereitschaft, ‚schäbig‘ zu sein“. Die Serie wurde für ihre Verarbeitung von Themen wie Bisexualität und Transgeschlechtlichkeit gelobt und verbindet nach Intomore das „kitschige Telenovela-Flair […] mit einem scharfsinnigen Drehbuch, was sie nicht nur glaubbar, sondern relatable macht.“. Besonders hervorgehoben wurde auch die Rolle der Paulina de la Mora, gespielt von Cecilia Suárez, die eine besondere Sprechweise aufweist. Nach paddylastinc.com wurde „La Casa [de las Flores] als eine Dramedy-Serie mit einem Twist vermarktet. Ja, es gibt viele Twists – hauptsächlich vorhersehbare Twists. Was [der Serie] bei der Originalität fehlt, wird jedoch durch den bezaubernden Cast und die vielfältigen Charaktere ausgeglichen.“ Brenden Gallagher von The Daily Dot nannte die Serie unbeschwert und abenteuerlich, allerdings mangele es an Charakterentwicklung und die Show hätte noch mehr die Grenzen des üblichen Telenovela-Genres überschreiten können.